# 左脚ブロック
左脚ブロック(さきゃく－、英 Left bundle branch block; LBBB)とは心電図でみられる伝導異常のこと。 この異常がみられるときには、左心室の活動電位は遅れ、右心室よりも左心室の収縮は遅れることになる。 

## 心電図による診断
心電図における左脚ブロックの診断基準:
- 心拍は上室性起源による
- QRS幅は120 ms以上である[2]。

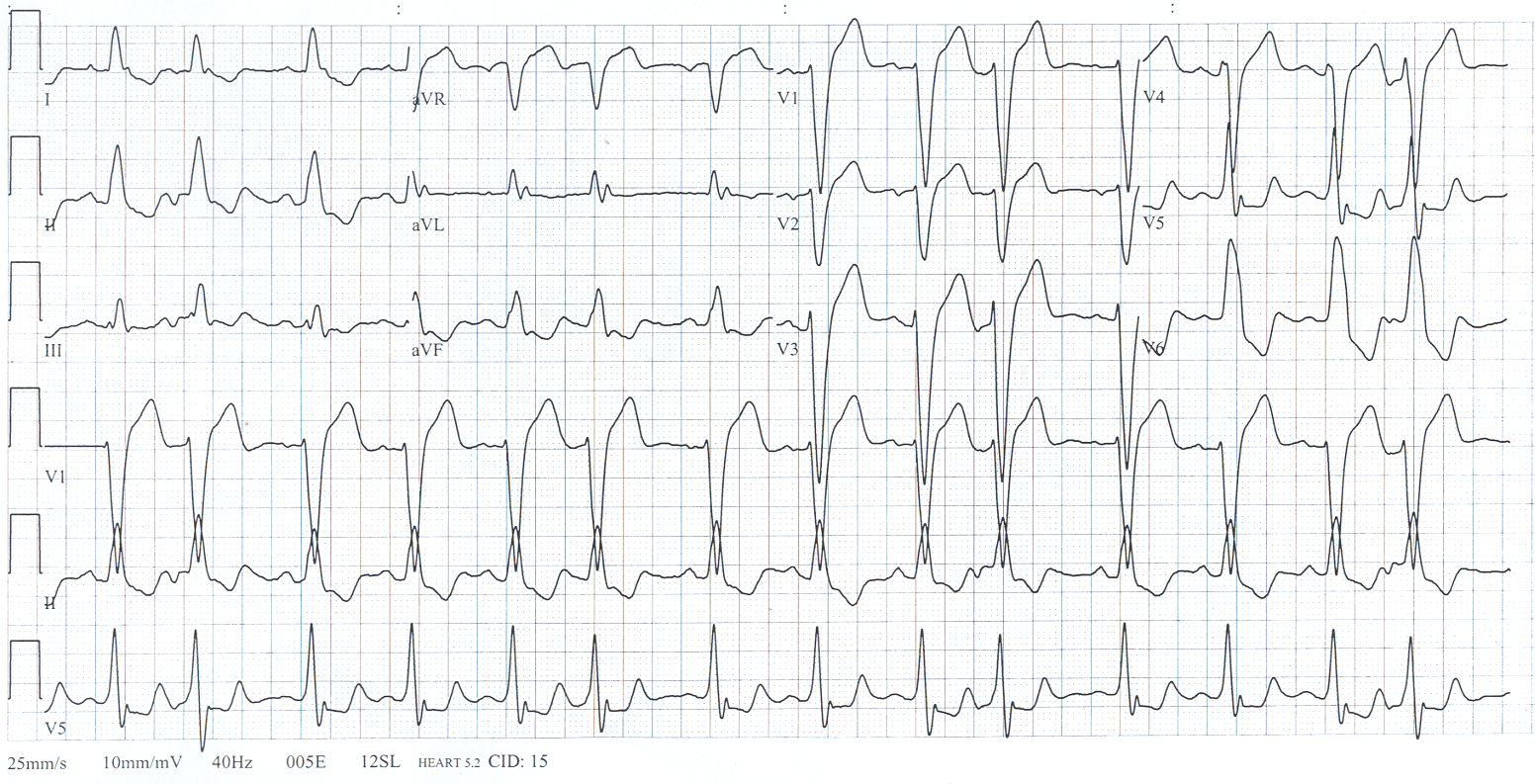
左脚ブロックと上室性期外収縮による不整脈を呈する心電図

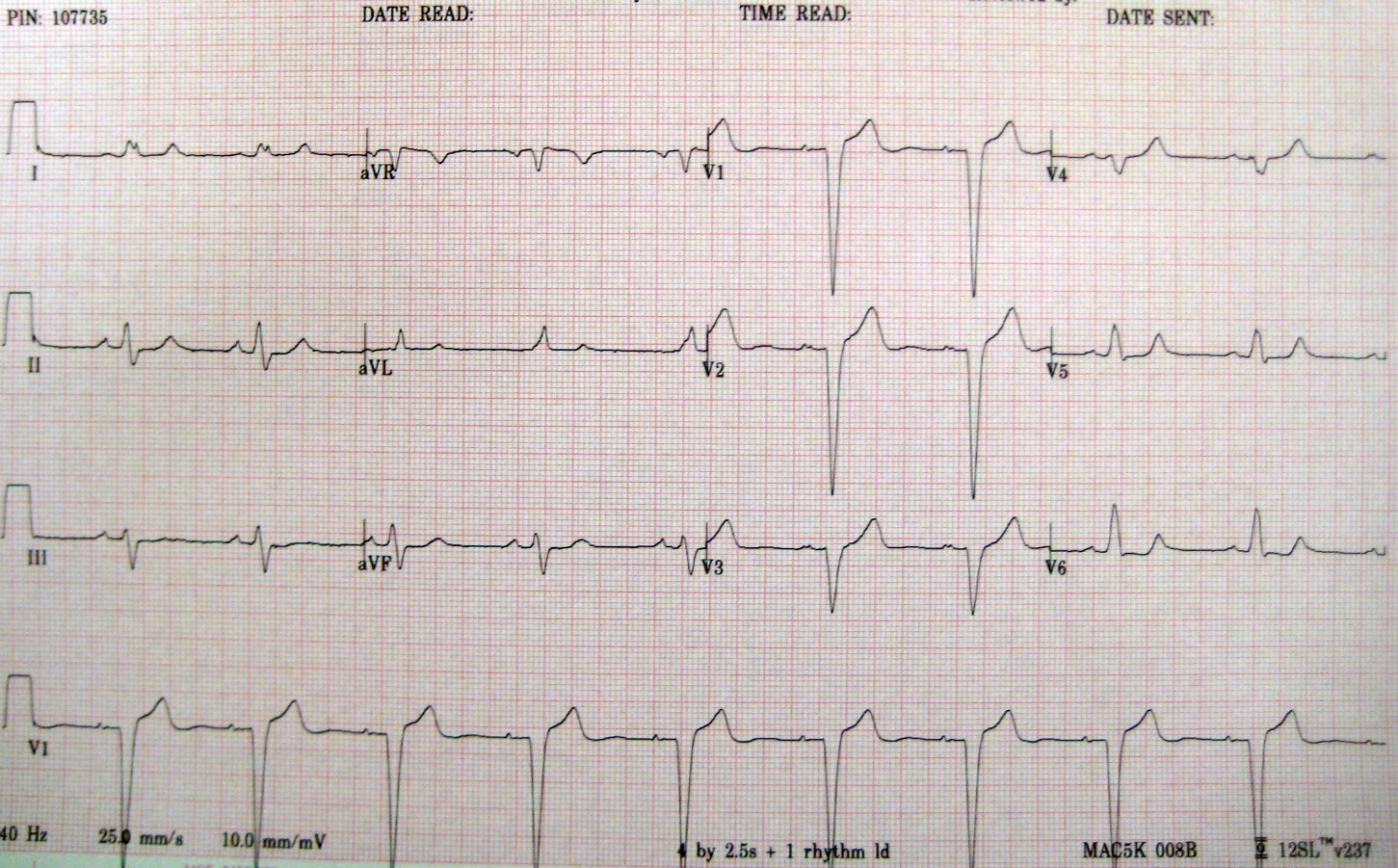
左脚ブロック

- QS または rS パターンが V1誘導でみられる。
- 単相性R波がIおよびV6誘導でみられる。

胸部誘導でみられるST部の左脚ブロック様の変化は信頼できない。
一般に脚ブロックのために、T波はQRS波と反対側にみられる。 一致したT波は心筋虚血や心筋梗塞を示唆する可能性がある。
暗記法として、「WiLLiaM MaRRoW」というものがある。これは左脚ブロック(L)ではWがV1に、MがV6にみられ、右脚ブロック(R)ではMがV1で、WがV6でみられるというものである。

## 原因
- 大動脈狭窄症
- 拡張型心筋症
- 急性心筋梗塞
- 狭心症
- 他の疾患を伴わない伝導障害

左脚ブロック(LBBB)は基礎疾患がある患者に見られることが多い。心不全患者では30%にLBBBが見られる。LBBBが発症する患者の70%に、先行する左室肥大(LVH)を認める。しかし12%の患者には器質的疾患を認めない。QRS幅と、左室機能障害の有病率・重症度は比例する。

## 予後
新しく出現した左脚ブロックは、虚血性心疾患や心不全を意味しており、急性期には突然死と関連する。しかし症状のない既知の左脚ブロックは長期的には突然死への寄与は小さいことが報告されている。

## 治療
- 内科的治療: 左脚ブロックを持つ患者は心機能の評価が必要である。失神を伴う患者はペースメーカーを必要とする。
- 外科的治療: 極度のQRS延長と鬱血性心不全を伴う左脚ブロック患者はペースメーカーにより症状が改善する可能性がある。

## 分類
左脚は、解剖学的には分類できないが、電気生理学的には前枝と後枝に分類される。
- 左脚前枝ブロック(left anterior fascicular block; LAFB)[5]

QRS軸が-45度以上の高度の左軸偏位を示しているもの。II誘導で、S波の深さがR波の2倍以上あるようであれば、高度の左軸偏位と判断する。左脚前枝ブロックは心臓疾患による死亡リスクが高く注意を要する。
- 左脚後枝ブロック(left posterior fascicular block; LPFB) [7]

(完全右脚ブロック+左脚後枝ブロック)による2枝ブロックは、(完全右脚ブロック+左脚前枝ブロック)による2枝ブロックよりも、発作性房室ブロックをきたしやすい。これは左脚前枝のほうが後枝に比べて細く、途絶しやすいためと考えられている。

## 参照・引用
1. ↑  “Conduction Blocks 2006 KCUMB”. 2009年1月20日閲覧。
2. ↑  “Lesson VI - ECG Conduction Abnormalities”. 2009年1月7日閲覧。
3. ↑  Mann DL, et al.  Braunwald's Heart Disease: A Textbook of Cardiovascular Medicine, 10th ed, 2011; p133.
4. ↑  Cuddy TE, et al.  Sudden unexpected cardiac death as a function of time since the detection of electrocardiographic and clinical risk factors in apparently healthy men: the Manitoba Follow-Up Study, 1948 to 2004.  Can J Cardiol.  2006;22:205-211
5. ↑  x20050921122910832459 - GPnotebook
6. ↑  Biagini E, et al.  Prognostic Significance of Left Anterior Hemiblock in Patients With Suspected Coronary Artery Disease. J Am Coll Cardiol 2005;46: 858-63．
7. ↑  x20050921123129832459 - GPnotebook
8. ↑  Cardiac Electrophysiology. 2004. 485-489.